# مانيكا
مانويل مارينو ألفيز (بالبرتغالية: Manuel Marinho Alves‏) أو كما يُعرف باسم الشهرة مانيكا مواليد 28 يناير 1926 في البرازيل - الوفاة 28 يونيو 1961، كان لاعب كرة قدم برازيلي كان يلعب في مركز الهجوم. سبق له أن لعب في كأس العالم لكرة القدم مع منتخب بلاده في مونديال 1950، حيث لَعِب أربع مباريات وسَجّل هدفاً واحداً.

## المسيرة الاحترافية

### أندية لعب لها
- نادي فيتوريا (البرازيل)
- نادي فاسكو دا غاما

## روابط خارجية
- مانيكا على موقع الاتحاد الدولي (مؤرشف)  (الإنجليزية)
- مانيكا على موقع قاعدة بيانات كرة القدم.إي يو (الإنجليزية)
- مانيكا على موقع ناشيونال فوتبول تيمز (الإنجليزية)
- مانيكا على موقع Soccerway.com (الإنجليزية)
- مانيكا على موقع عالم كرة القدم.نت (الإنجليزية)